# بشمانا
بشمانا قرية في ناحية صلنفة التابعة لمنطقة الحفّة في محافظة اللاذقية. بلغ عدد سكانها 971 نسمة حسب تعداد عام 2004.